# Obdurodon tharalkooschild
Obdurodon tharalkooschild — викопний вид однопрохідних ссавців родини Качкодзьобові (Ornithorhynchidae). Скам'янілі рештки знайдені на сході Австралії у штаті Квінсленд поблизу міста Ріверглейч. Фактично вид описаний по єдиному корінному зубі, але і ця знахідка дозволила приблизно розрахувати розмір тварини: він сягав одного метра завдовжки й був найбільшим представником родини. На жаль фрагментарність знахідки не дала змогу визначити вік тварини, він мешкав у міоцені у діапазоні від 15 до 5 млн років тому.